# Mark 32 (торпедный аппарат)

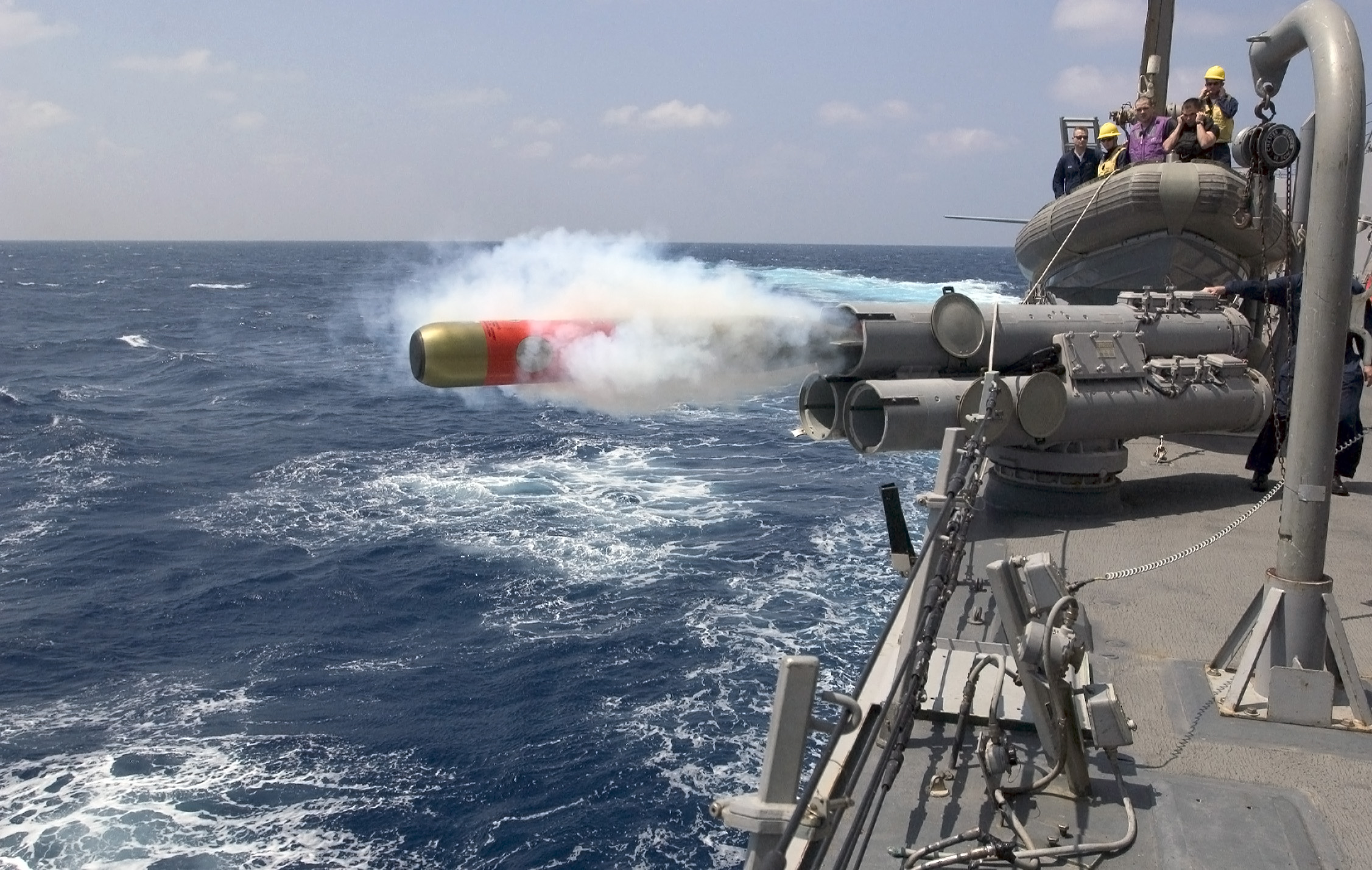
Пуск торпеды Mk 46 из торпедного аппарата Mk 32

Mark 32 — американский торпедный аппарат. С 1960 года и по настоящее время — стандартный торпедный аппарат надводных кораблей ВМС США. Применяется также в других странах.
Большинство модификаций этого торпедного аппарата трёхтрубные, установленные на вращающейся платформе. Исключение составляет неподвижная двухтрубная  модификация Mod 9. Предназначен для запуска торпед Mark 44, Mark 46, Mark 50 (начиная с Mod 17), и Mark 54, однако существуют модификации для запуска других торпед (MU-90 на фрегатах ВМС Австралии, Sting Ray в ВМС Великобритании). Аппататы предназначены для дистанционного пуска торпед, однако возможность ручного пуска сохранена для всех аппаратов, кроме Mod 15, устанавливавшихся на эсминцах типа «Спрюэнс». Выброс торпеды осуществляется сжатым воздухом из напорной ёмкости в задней части аппарата.

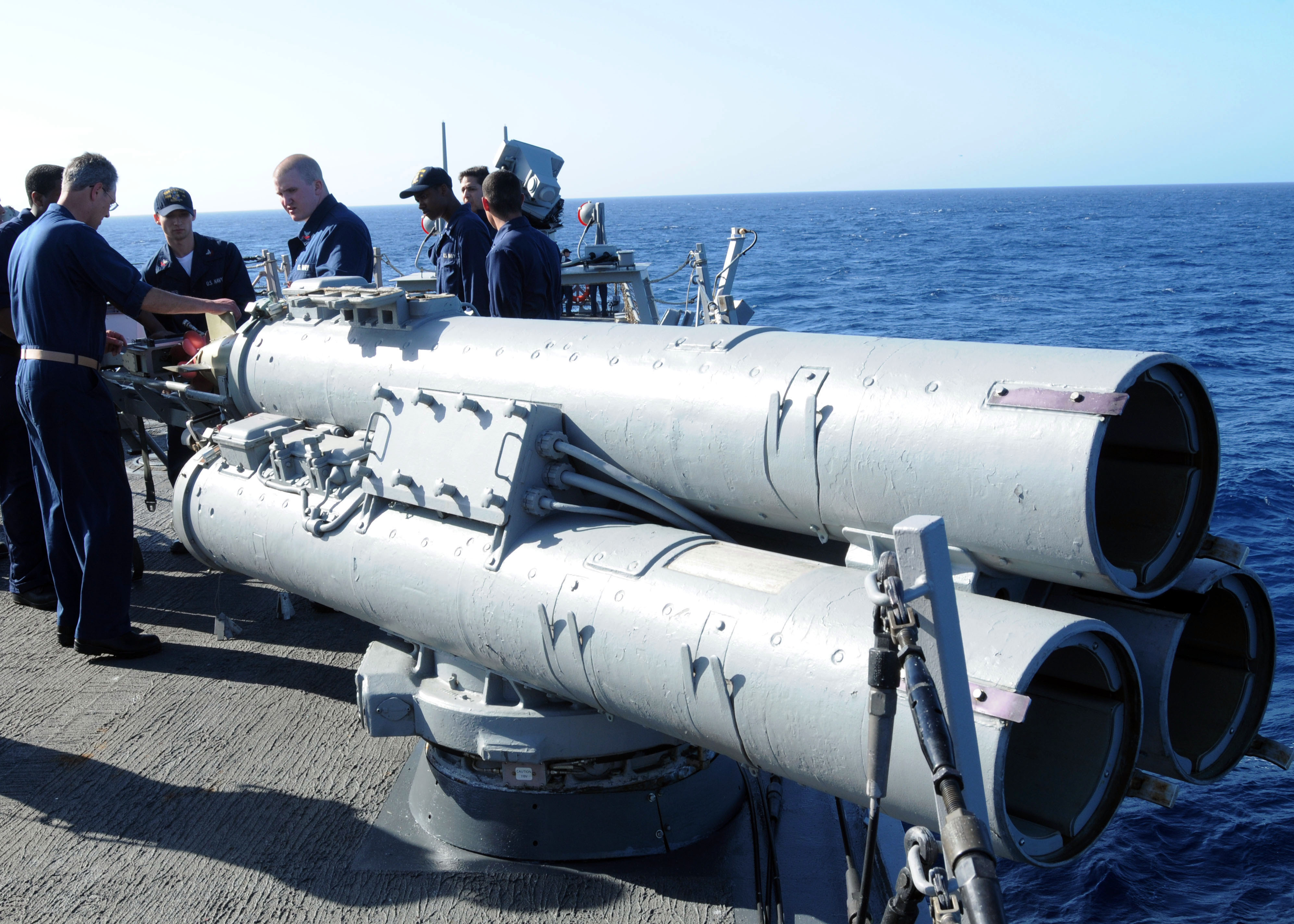
Загрузка торпеды в аппарат Mark 32

Аппарат представляет собой трубу из стеклопластика, либо стеклопластиковый лейнер в металлическом кожухе. Корпус аппарата водонепроницаемый, при регулярном техническом обслуживании возможно длительное хранение торпеды внутри аппарата. Трёхтрубный аппарат весит около 1010 кг.